# Wilhelm Adolf Paulli

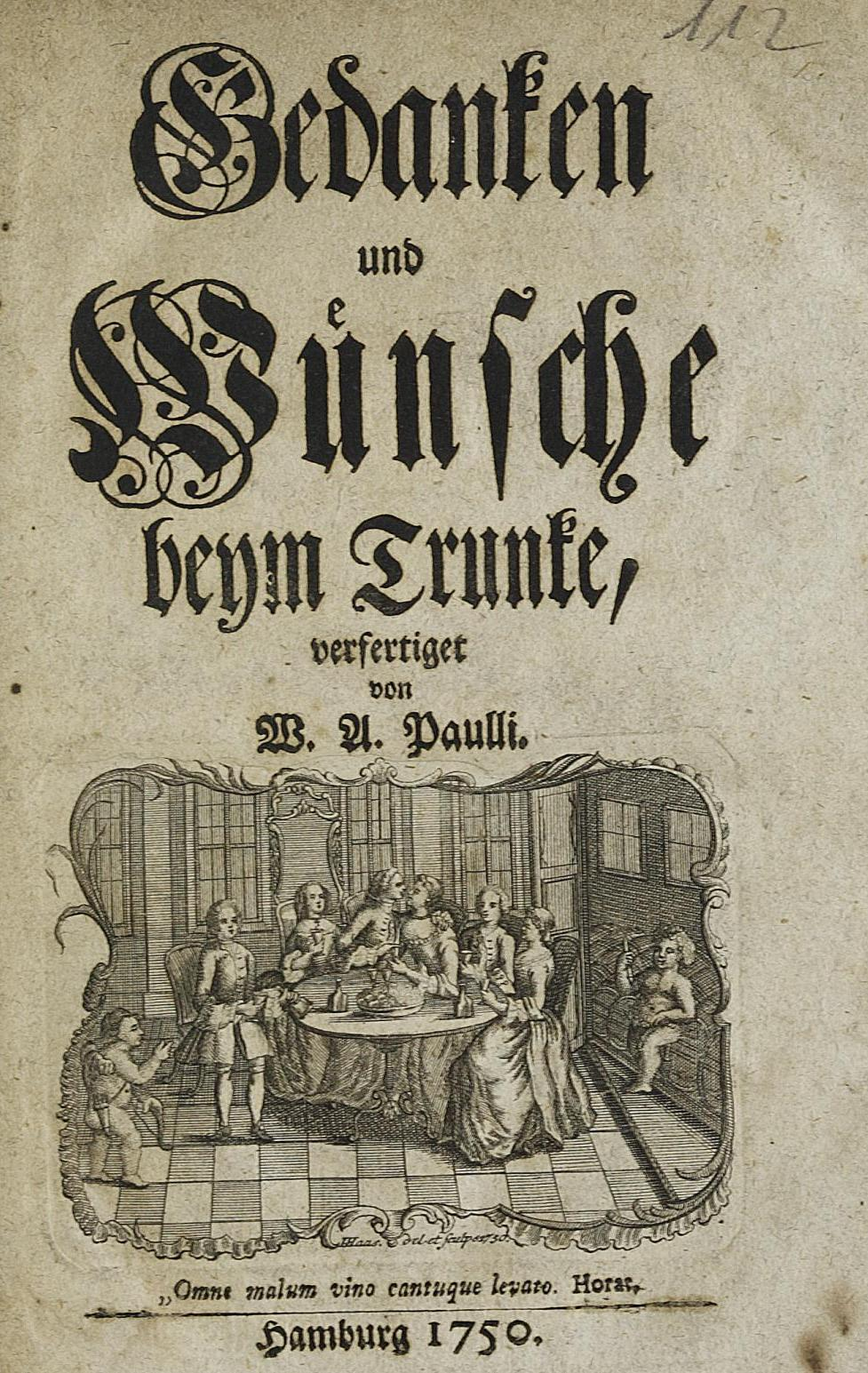
Textblatt von Paulli’s Buch "Gedanken und Wünsche beym Trunke" von 1750

Wilhelm Adolph Paulli, auch Pauli (* 1719 in Bad Bramstedt; † 21. August 1772 in Hamburg) war ein deutscher Librettist und Schriftsteller.

## Leben
Paulli besuchte die Schule in Bad Bramstedt und das Johanneum in Hamburg. Danach war er als Hausvogt bei Johann Jacob Brinckmann, dem Verwalter des Schlosses in Husum, tätig. In seinem Buch Poetische Gedanken, von Politischen und Gelehrten Neuigkeiten aus dem Jahre 1750 findet sich u. a. das Gedicht Die drei Ringe, eine frühe Behandlung der Ringparabel vor Gotthold Ephraim Lessing. Seit 1752 ist er als Mitglied des Freimaurerordens „Judica“ in Hamburg nachweisbar, auch führte er die Titel „Großfürstlich Holsteinischer Sekretär“ und „Kaiserlich Gekrönter Poet“. Paulli schrieb auch Libretti für den Komponisten Georg Philipp Telemann. Für ihn verfasste er unter anderem ab 1756 die Texte für mindestens 4 seiner Kapitänsmusiken. Ab 1766 gab er in Hamburg die poetische Wochenschrift Beitrag zum Nachtische heraus.

## Werke (Auswahl)
- Sammlung verschiedener merckwürdigen Geschichten, sinnreicher Antworten, curieuser Zuschrifften, Chronodisticorum, Überschriften, bon mots und anderer starcken Gedancken... mit Fleiß zusammen getragen durch W.A. Paulli. Anno 1746.
- Poetische Gedanken, von Politischen und Gelehrten Neuigkeiten. (Wochenschrift) 1750 bis 1754.
- Versuche in verschiedenen Arten der Dichtkunst. Rudolf Beneke Hamburg 1750.
- Gedanken und Wünsche beym Trunke. Hamburg 1750. (Digitalisat)
- Ode von dem Vergnügen der Freymaurer in der Sehrehrwürdigen Schottischen Loge JUDICA in Hamburg bey Gelegenheit der feyerlichen Begehung des Ordens-Festes des Heiligen Andreas und der an demselben üblichen Meister-Wahl abgelesen von dem Bruder P** im Jahr der Freymaurerey 5753 am 30. November. Gedruckt mit Rudolph Benekens Schriften 1753.
- Ode vom 8. April 1754 für Dr. Wille zum Tode seiner Frau Margaretha Wille geb. Meyer. Hamburg 1754.
- Wohl dem Volk, das jauchzen kann. Oratorium der Kapitänsmusik 1756; Musik von Georg Philipp Telemann TWV 15:21.
- Herr, unser Gott, von deiner Huld durchdrungen. Oratorium der Kapitänsmusik 1760, Wir dienen der Freiheit, wir sind ihr zur Seite. Serenade der Kapitänsmusik 1760; Musik von Georg Philipp Telemann TWV 15:22.
- Herr, du bist gerecht. Oratorium der Kapitänsmusik 1761; Wir nähren, wir zieren. Serenade der Kapitänsmusik 1761; Musik von Georg Philipp Telemann TWV 15:23.
- Der Herr Zebaoth ist mit uns. Oratorium der Kapitänsmusik 1763; Trompeten und Hörner erschallet Serenade der Kapitänsmusik 1763; Musik von Georg Philipp Telemann TWV 15:25.
- Beitrag zum Nachtische für muntere und ernsthafte Gesellschaften, bestehend aus einer Sammlung von Maximen, Gedanken, Erzählungen, witzigen Einfällen, poetischen Kleinigkeiten und Rähtseln. (Wochenschrift) Gottfried Dalencon, Hamburg 1766.
- Die Muse an der Niederelbe. (Wochenschrift) Hamburg 1769.